# Arenaria crassipes
Arenaria crassipes là loài thực vật có hoa thuộc họ Cẩm chướng. Loài này được Baehni & J.F.Macbr. mô tả khoa học đầu tiên năm 1937.